# 1930 v hudbě

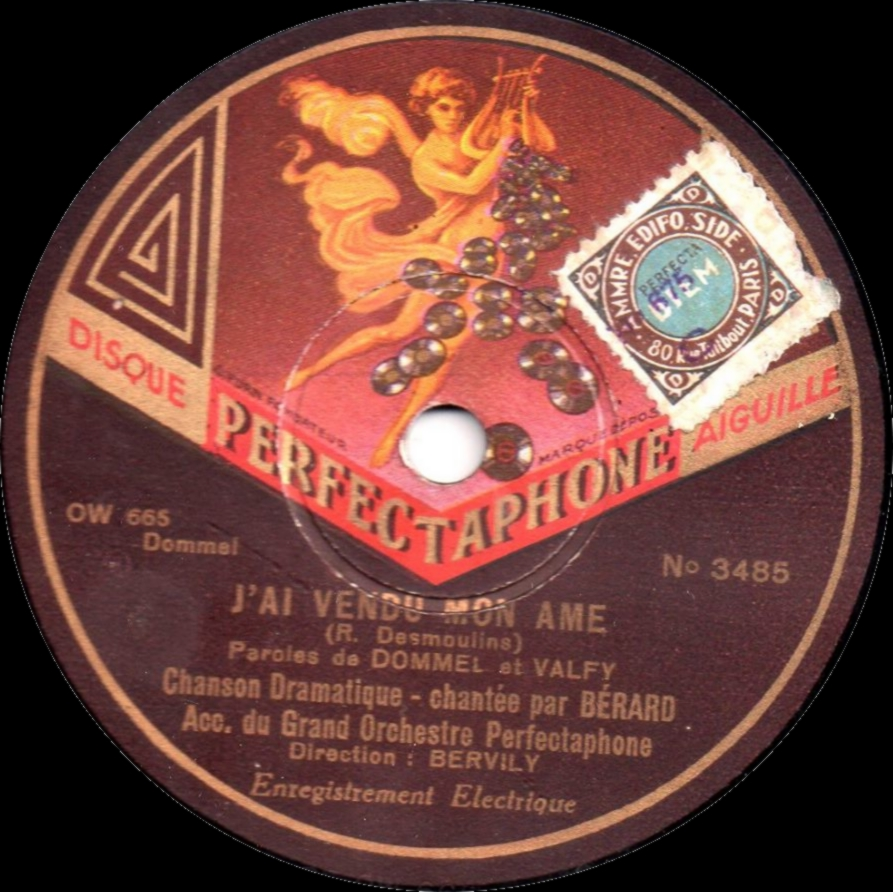
Nahrávka od Adolpha Bérarda, 1930.

Tento článek obsahuje události související s hudbou, které proběhly v roce 1930.

## Narození
- 12. leden – Glenn Yarbrough (The Limelighters)[zdroj⁠?!]
- 13. leden – Bobby Lester (The Moonglows)[zdroj⁠?!]
- 27. leden – Bobby Blue Bland, bluesový zpěvák
- 26. únor – Chic Hetti (The Playmates)[zdroj⁠?!]
- 6. březen – Lorin Maazel, dirigent[zdroj⁠?!]
- 13. březen – Jan Howard, country zpěvák[zdroj⁠?!]
- 22. březen – Stephen Sondheim, skladatel[zdroj⁠?!]
- 28. březen – Robert Ashley, skladatel[zdroj⁠?!]
- 29. březen – Donny Conn (The Playmates)[zdroj⁠?!]
- 16. duben – Herbie Mann, jazzový hudebník († 2003)
- 1. květen – Little Walter, bluesový hudebník († 1968)
- 16. červenec – Guy Béart, zpěvák a skladatel[zdroj⁠?!]
- 20. červenec – Sally Ann Howes, britská herečka a zpěvačka[zdroj⁠?!]
- 1. srpen – Lionel Bart, britský skladatel a textař († 1999)[zdroj⁠?!]
- 7. září – Sonny Rollins, jazzový saxofonista
- 23. září – Ray Charles († 2004)
- 5. říjen – John Carmichael, pianista a skladatel[zdroj⁠?!]
- 8. říjen – Tóru Takemicu, skladatel († 1996)[zdroj⁠?!]
- 24. říjen – The Big Bopper, DJ a zpěvák († 1957)[zdroj⁠?!]
- 30. říjen – Clifford Brown, jazzový trumpetista († 1956)[zdroj⁠?!]

## Úmrtí
- 28. leden – Ema Destinnová, česká operní pěvkyně (* 1878)
- 15. červenec – Leopold Auer, houslista (* 1845)[zdroj⁠?!]
- 23. prosinec – Marie Fillunger, rakouská zpěvačka (* 1850)[zdroj⁠?!]